# Avanzi (alimentazione)

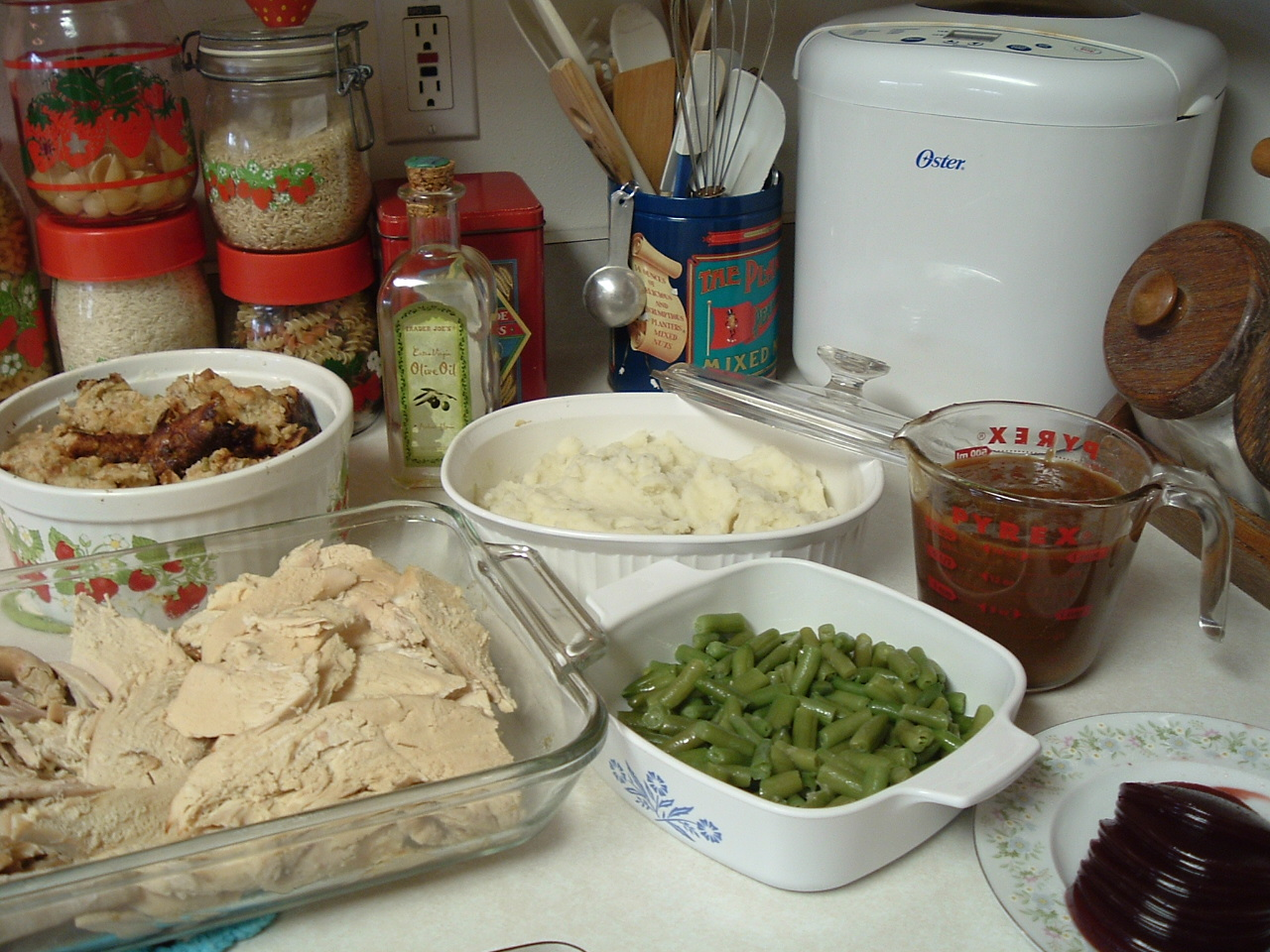
Esempio di raccolta di avanzi in contenitori.

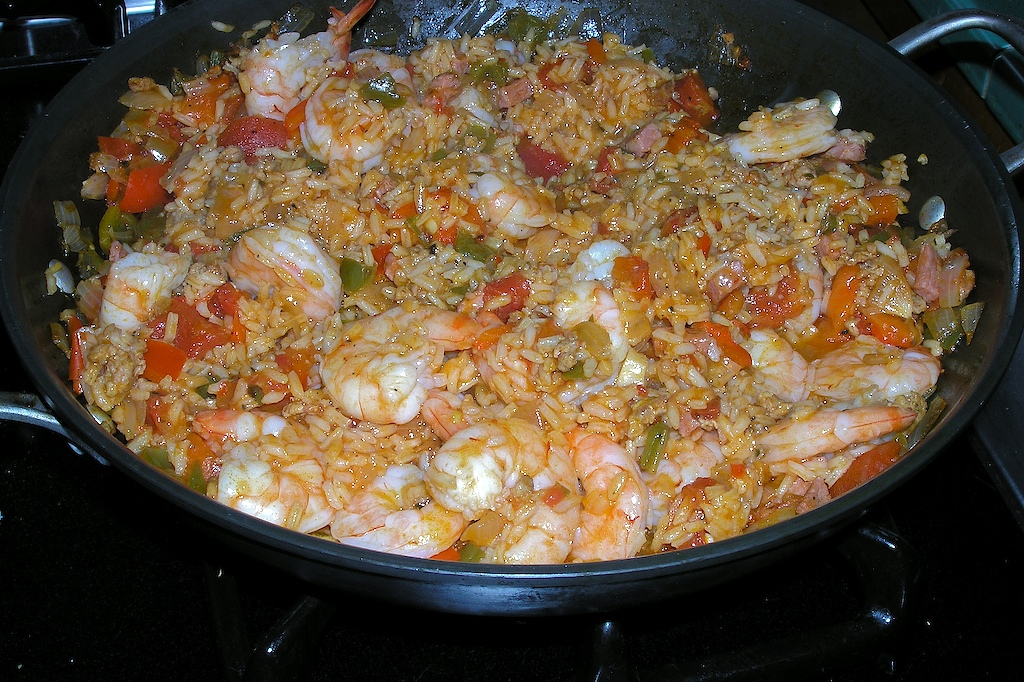
La jambalaya, esempio di piatto di "avanzi".

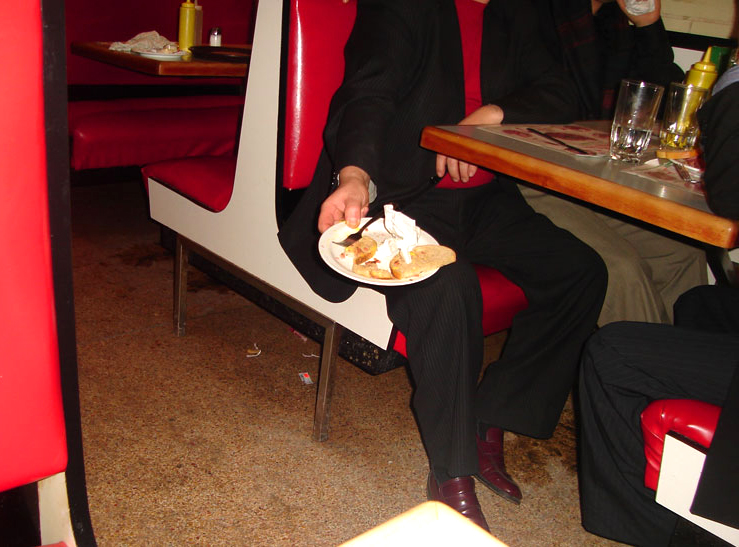
Avanzi in un ristorante.

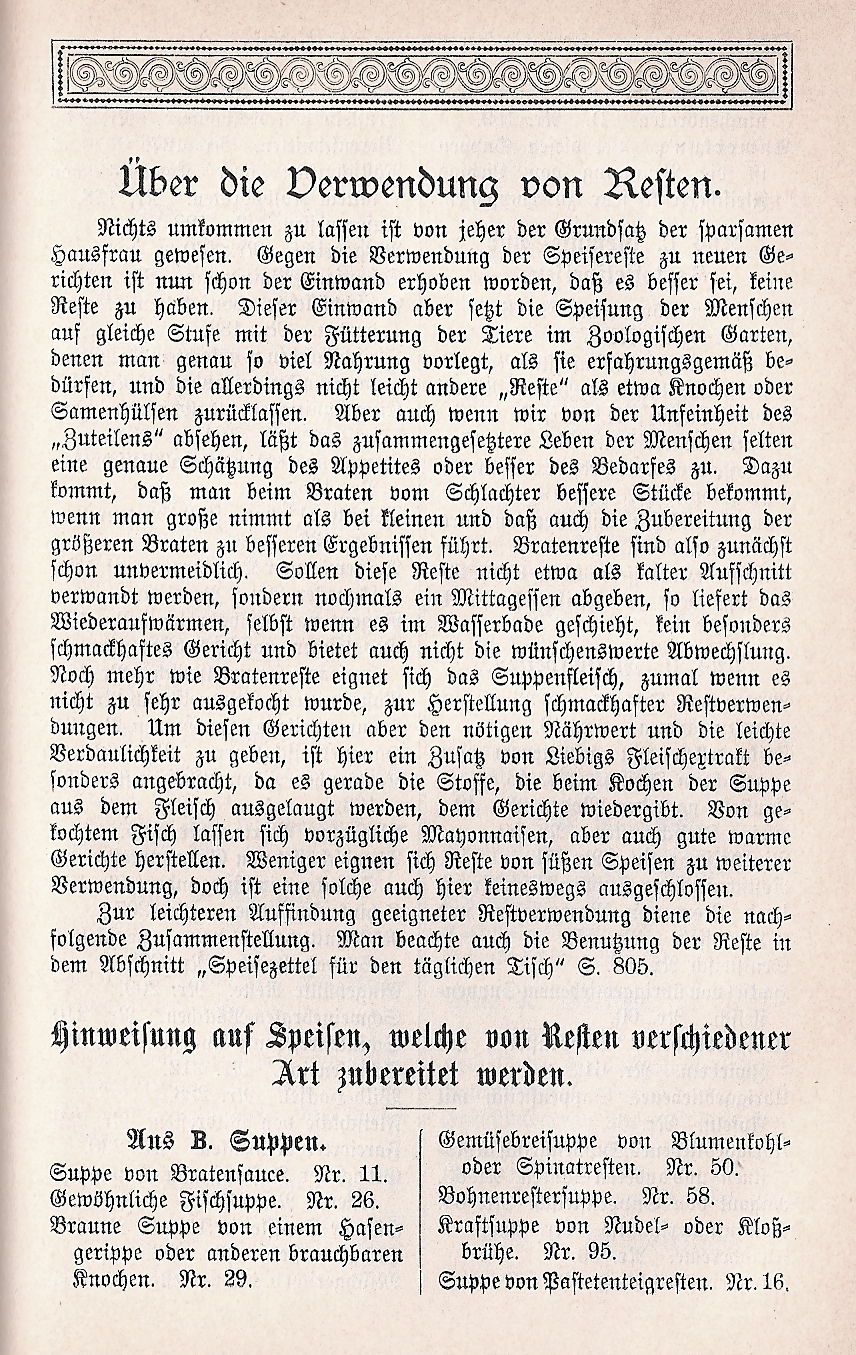
Sull'utilizzo degli avanzi, da un libro di cucina tedesco del 1904

Gli avanzi sono gli alimenti che rimangono dopo il consumo di un pasto  in condizioni tali da essere ancora suscettibili di consumo in momenti successivi.
Oltre agli avanzi, dopo un pasto residuano anche materie organiche (come bucce di frutta, nòccioli, ossi, ecc.) che non sono riutilizzabili nell'alimentazione umana e sono considerati rifiuti del processo alimentare, destinati al conferimento tra i rifiuti solidi urbani.
Gli avanzi possono essere raccolti in recipienti appositi, o in piatti o stoviglie al fine di essere conservati in vista di un futuro riutilizzo in pasti successivi.

## Cucina degli avanzi
Gli avanzi possono essere consumati nello stato in cui si trovano, o dopo una breve ricottura anche essere riutilizzarli nella elaborazione di altre pietanze. Questo riutilizzo ha sempre rivestito un certo ruolo per il risparmio di risorse nella gestione dell'economia domestica e, più in generale, nell'economia considerata a un livello più globale, mediante la riduzione degli sprechi alimentari.
Da un punto di vista sociologico, la conservazione e il riutilizzo degli avanzi ha generato un filone specializzato della cucina, presente in tutte le culture gastronomiche, con preparazioni alimentari che prevedono espressamente l'utilizzo di ingredienti avanzati da pasti. Un esempio, è costituito dalla Jambalaya, un piatto creolo a base di riso, carne, pesce, verdure e spezie. Esistono, inoltre, in varie lingue, numerose pubblicazioni di libri di cucina e ricette espressamente dedicati alle preparazioni culinarie che fanno uso di avanzi.
Tali conoscenze diventano di maggiore attualità durante periodi di crisi economica e finanziaria che invitano a pratiche improntate a maggiore austerità.

### Cucina degli scarti
Una questione in parte diversa, e più radicale, è costituita dalla "cucina degli scarti", ovvero di preparazioni alimentari in cui entrano, come ingredienti, materiali commestibili non utilizzabili nelle precedenti preparazioni, ad esempio la buccia delle patate o, addirittura, con gli alimenti scaduti.

## Doggy bag
La doggy bag è un contenitore di alimenti che può essere riempita con avanzi del pasto da destinare a un consumo successivo o agli animali domestici. In situazioni in cui il pasto è consumato in luoghi diversi dalla propria dimora (ad esempio, a mensa, al ristorante, o a casa di amici), essa consente la raccolta e la conservazione di avanzi di cibo da portare con sé e da riutilizzare per l'alimentazione di animali come il cane o il gatto tenuti nella propria abitazione, oppure, se si tratta di parti adatte, da consumare da parte delle persone.